# Isabell Beer

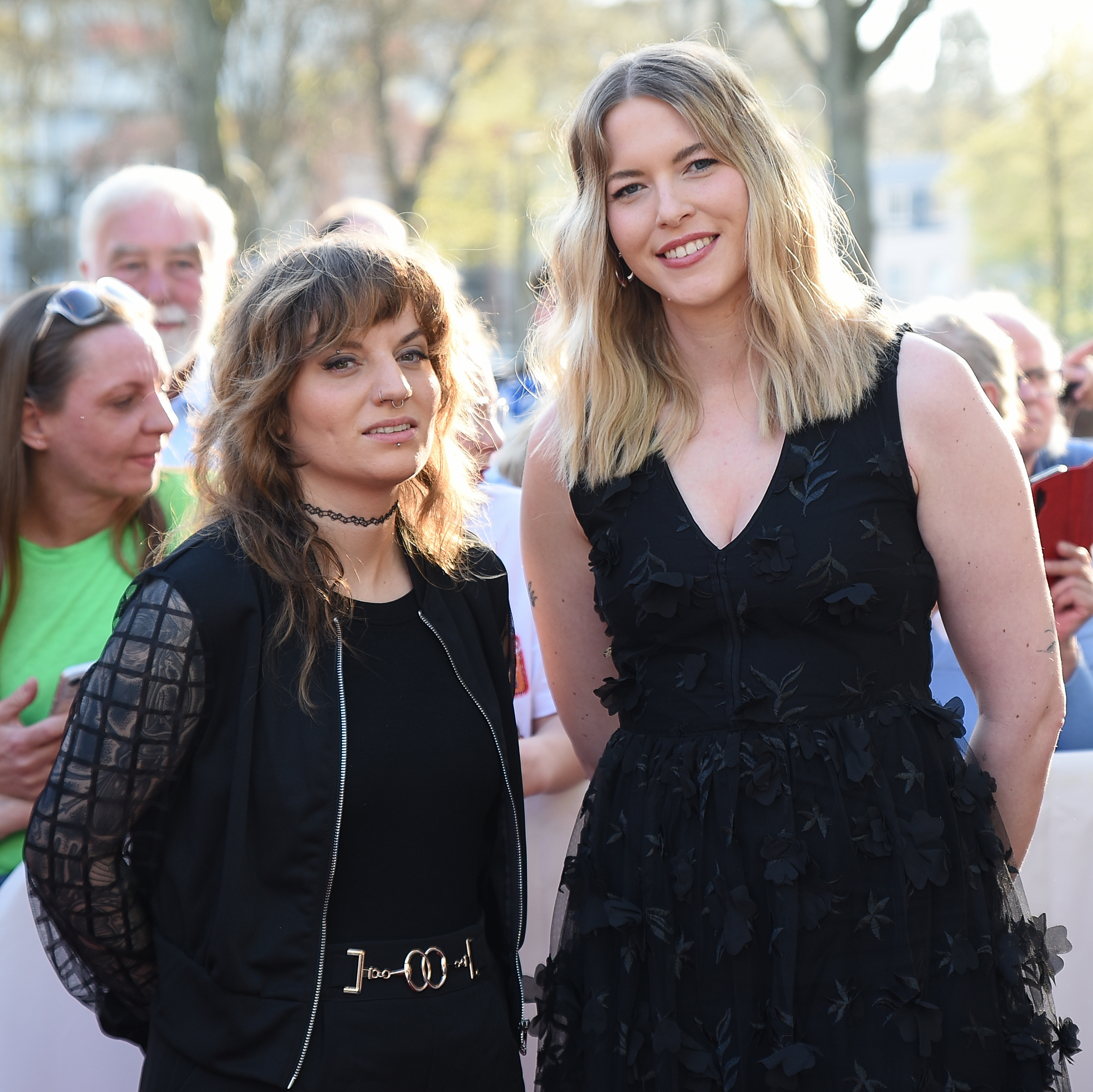
Isabell Beer (li.) mit Isabel Ströh bei der Verleihung des Grimme-Preises 2025

Isabell Beer (geboren 1994) ist eine deutsche Investigativjournalistin. Ihr Spezialgebiet sind Online-Recherchen, die sie zum Teil auch verdeckt durchführt.

## Leben und journalistische Tätigkeit
Isabell Beer absolvierte bei der Boulevardzeitung Berliner Kurier ein Volontariat, das sie mit einer halbjährigen Hospitanz im Hauptstadtbüro der Wochenzeitung Die Zeit beendete. Im Zuge dessen begann sie ihre erste Investigativ-Recherche auf der Pornoseite xHamster. Sie entdeckte dort ein Netzwerk aus Voyeuren und bekennenden Vergewaltigern, in das sie undercover eintauchte. Für die Recherche wurde sie für den Deutschen Reporterpreis in der Kategorie Investigation nominiert.
Im Anschluss recherchierte Beer in der Online-Drogenszene. Aus ihren einjährigen Nachforschungen wurde zunächst eine Reportage für Die Zeit über den Teenager Josh, dessen Leben sie auch anhand seiner Online-Posts in Drogen-Gruppen rekonstruierte. Sie führte die Recherche in der Online-Drogenszene für ihr Buch Bis einer stirbt fort, das 2021 bei Carlsen und Econ erschienen ist.
Von 2019 bis 2023 arbeitete Isabell Beer als Investigativ-Journalistin für das Recherche-Team des Onlinemedienangebots funk, von ARD und ZDF. Inzwischen ist sie als freiberufliche Journalistin für das Reportage-Format STRG_F tätig und schreibt außerdem für unterschiedliche Medien.
Im Mai 2022 erschien eine Recherche von Isabell Beer in Zusammenarbeit mit Ippen Investigativ zu einem ehemaligen Direktkandidaten der Partei die PARTEI, der demnach Minderjährige und junge Frauen für sexuelle Handlungen bezahlt hatte. Videos der sexuellen Handlungen, darunter verbotene Jugendpornografie, landeten im Internet. In Folge der Recherchen wurden Ermittlungen gegen den Ex-Direktkandidaten eingeleitet und der gesamte Landesvorstand der PARTEI Thüringen trat zurück.

## Auszeichnungen
- 2017: Nominierung bei Deutscher Reporterpreis in der Kategorie Investigation[6]
- 2019: Nominierung bei Deutscher Reporterpreis in der Kategorie Freier Reporter[7]
- 2019: Otto-Brenner-Newcomerpreis für ZEIT-Reportage über Online-Drogenszene[8]
- 2020: Shortlist Nannen Preis in den Kategorien Egon-Erwin-Kisch-Preis und Web-Projekt[9]
- 2021: „Top 30 bis 30“ im Journalismus vom Medium Magazin[10]
- 2022: Platz 2 der Journalisten des Jahres in der Kategorie „Reportage national“ vom Medium Magazin[11]
- 2025: Grimme-Preis zusammen mit Isabel Ströh für ihre besondere journalistische Leistung. Auszeichnung für die Filme STRG_F Epic – Pädokriminelle im Stream: So sicher fühlen sich Täter und STRG_F – Das Vergewaltiger-Netzwerk auf Telegram[12]
- 2025: stern-Preis für Das Vergewaltiger-Netzwerk auf Telegram (STRG_F), gemeinsam mit Isabel Ströh[13]
- 2025: Courage-Preis für aktuelle Berichterstattung vom Journalistinnenbund e.V. für Das Vergewaltiger-Netzwerk auf Telegram, gemeinsam mit Isabel Ströh[14]

## Publikationen
- Bis einer stirbt – Drogenszene Internet. Die Geschichte von Leyla und Josh. 2. Auflage. Carlsen, Hamburg 2021, ISBN 978-3-551-58438-0.
  - Bis einer stirbt – Drogenszene Internet. Die Geschichte von Leyla und Josh. Econ, Berlin 2021, ISBN 978-3-430-21034-8.
  - Bis einer stirbt – Drogenszene Internet. Die Geschichte von Leyla und Josh. Carlsen, Hamburg 2023, ISBN 978-3-551-32117-6.